# Rosen Christow
Rosen Iwanow Christow (bułg. Росен Иванов Христов; ur. 1974) – bułgarski ekonomista i menedżer, w latach 2022–2023 minister energetyki.

## Życiorys
Uzyskał magisterium z międzynarodowych stosunków gospodarczych na University of California. Zawodowo związany z branżą energetyczną, obejmował stanowiska menedżerskie w różnych przedsiębiorstwach, zajmując się m.in. przejęciami, strategią i rozwojem. Był m.in. zatrudniony we włoskim koncernie Enel, w którym odpowiadał za restrukturyzację i integrację przejętych zależnych spółek energetycznych z Grecji, Francji i Rosji. Pełnił funkcję dyrektora regionalnego w holenderskiej firmie Dietsmann, został też przewodniczącym rady dyrektorów bułgarskiego holdingu z branży energetycznej.
W sierpniu 2022 objął stanowisko ministra energetyki w powołanym wówczas przejściowym rządzie Gyłyba Donewa. Utrzymał tę funkcję również w utworzonym w lutym 2023 drugim technicznym gabinecie tego samego premiera. Zakończył urzędowanie w czerwcu 2023.